# Perfume (Dicte-album)
Perfume er titlen på den danske musiker Dictes femte soloalbum. Det udkom 5. februar 2016 hos ArtPeople/Universal Music Group.
Albummet blev generelt godt modtaget. I dagbladet B.T. kaldte skribent Jan Opstrup Poulsen albummet:
"...et melodisk rent album, hvor den gode sang og Dictes flotte stemme får masser af plads. Og det er længe siden, at Dicte har lydt så veloplagt."

## Spor
1. "Don't Wanna Lie" - (04:02)
2. "All I Want Is You" - (04:26)
3. "Mama Said" - (03:35)
4. "Stronger" - (03:33)
5. "The Salt" - (02:56)
6. "When You Bite" - (03:51)
7. "Your Love Is Killing Me" - (03:53)
8. "Let's Sin" - (03:26)
9. "Out Of My Head" - (04:42)
10. "Perfume" - (03:45)